# (3985) Raybatson
(3985) Raybatson es un asteroide perteneciente al cinturón de asteroides, descubierto el 12 de febrero de 1985 por Carolyn Shoemaker desde el Observatorio del Monte Palomar, Estados Unidos.

## Designación y nombre
Designado provisionalmente como 1985 CX. Fue nombrado Raybatson en honor al cartógrafo planetario Raymond M. Batson, responsable de los mapas y mosaicos de la superficie lunar de las distintas misiones organizadas, además de otros planetas.